# Nuoto ai Giochi della XIX Olimpiade - Staffetta 4x100 metri misti femminile
La competizione della staffetta 4x100 metri misti femminile di nuoto ai Giochi della XIX Olimpiade si è svolta il 17 ottobre 1968 alla Piscina Olímpica Francisco Márquez di Città del Messico.

## Programma
| Data            | Round      | Note                           |
| --------------- | ---------- | ------------------------------ |
| 17 ottobre 1968 | 2 Batterie | I migliori 8 tempi alla finale |
| 17 ottobre      | Finale     |                                |

## Risultati

### Batterie
| Pos. | Nazione          | Atleti                                                                | Totale | Pos F |
| ---- | ---------------- | --------------------------------------------------------------------- | ------ | ----- |
| 1    | Stati Uniti      | Jane Swagerty Suzy Jones Susan Shields Jan Henne                      | 4'34"7 | 2 Q   |
| 2    | Germania Est     | Martina Grunert Eva Wittke Helga Lindner Uta Schmuck                  | 4'39"3 | 3 Q   |
| 3    | Unione Sovietica | Tinatin Lekveišvili Larisa Zacharova Alla Grebennikova Lidija Hrebec' | 4'39"5 | 5 Q   |
| 4    | Gran Bretagna    | Wendy Burrell Dorothy Harrison Margaret Auton Alexandra Jackson       | 4'40"4 | 7 Q   |
| 5    | Canada           | Elaine Tanner Anne Walton Jeanne Warren Marion Beverly Lay            | 4'43"1 | 10    |
| 6    | Nuova Zelanda    | Glenda Stirling Pru Chapman Sandra Whittleston Tui Shipston           | 4'49"0 | 11    |
| 7    | Messico          | Lidia Ramírez Tamara Oynick Patricia Obregón María Teresa Ramírez     | 4'51"0 | 12    |
| 8    | El Salvador      | Rosa Hasbún María Moreño Carmen Ferracuti Donatella Ferracuti         | 5'12"6 | 14    |

| Pos. | Nazione        | Atleti                                                         | Totale | Pos F  |
| ---- | -------------- | -------------------------------------------------------------- | ------ | ------ |
| 1    | Australia      | Lynne Watson Judy Playfair Lyn McClements Lynette Bell         | 4'34"6 | 1 Q    |
| 2    | Paesi Bassi    | Cobie Buter Klenie Bimolt Ada Kok Nel Bos                      | 4'39"4 | 4 Q    |
| 3    | Germania Ovest | Angelika Kraus Uta Frommater Heike Hustede-Nagel Heidi Reineck | 4'39"5 | 5 Q    |
| 4    | Ungheria       | Mária Balla-Lantos Edit Kovács Andrea Gyarmati Judit Turóczy   | 4'41"2 | 8 Q    |
| 5    | Giappone       | Yukiko Goushi Kiyoe Nakagawa Yasuko Fujii Miwako Kobayashi     | 4'41"4 | 9      |
| 6    | Uruguay        | Felicia Ospitaletche Ana María Norbis Ruth Apt Emilia Figueroa | 4'56"0 | 13     |
| 7    | Porto Rico     | Ana Marcial Liana Vicens Kristina Moir Lorna Blake             | 5'18"2 | 15     |
| -    | Jugoslavia     | Zdenka Gašparač Đurđica Bjedov Mirjana Šegrt Ana Boban         |        | Squal. |

### Finale
| Pos.    | Nazione          | Atleti                                                                   | Totale | Note            |
| ------- | ---------------- | ------------------------------------------------------------------------ | ------ | --------------- |
| Oro     | Stati Uniti      | Kaye Hall Catie Ball Ellie Daniel Susan Pedersen                         | 4'28"3 | Record olimpico |
| Argento | Australia        | Lynne Watson Judy Playfair Lyn McClements Jenny Steinbeck                | 4'30"0 |                 |
| Bronzo  | Germania Ovest   | Angelika Kraus Uta Frommater Heike Hustede-Nagel Heidi Reineck           | 4'36"4 |                 |
| 4       | Unione Sovietica | Tinatin Lekveišvili Alla Grebennikova Tat'jana Dev"jatova Lidija Hrebec' | 4'37"0 |                 |
| 5       | Germania Est     | Martina Grunert Eva Wittke Helga Lindner Uta Schmuck                     | 4'38"0 |                 |
| 6       | Gran Bretagna    | Wendy Burrell Dorothy Harrison Margaret Auton Alexandra Jackson          | 4'38"3 |                 |
| 7       | Paesi Bassi      | Cobie Buter Klenie Bimolt Ada Kok Nel Bos                                | 4'38"7 |                 |
| 8       | Ungheria         | Mária Balla-Lantos Edit Kovács Andrea Gyarmati Judit Turóczy             | 4'42"9 |                 |